# 罗欣棫
罗欣棫（2001年11月22日—）為中國女子籃球運動員，出生於江蘇無錫，2012年被籃球運動員出身的父母送到無錫市體育運動學校進行訓練，2016年罗欣棫加入江蘇女籃。2023年罗欣棫因李月汝與黄思静分別因為傷勢錯過成人國家隊而得以入選，並在亞洲盃女子籃球賽完成個人五人制成人國家隊初登板。

## 外部連結
- 罗欣棫在fiba.basketball（英语）
- 罗欣棫在fiba3x3.com（英语）
- 罗欣棫在Eurobasket.com（球員）（英语）
- 罗欣棫在Flashscore（英语）